# Dodona eugenes
Dodona eugenes is een vlindersoort uit de familie van de prachtvlinders (Riodinidae), onderfamilie Nemeobiinae.
Dodona eugenes werd in 1867 beschreven door H. Bates.
De soort staat op de Rode Lijst van de IUCN als "niet bedreigd" (Least Concern). Dodona eugenes komt voor in een groot deel van het vasteland van het Oriëntaals gebied en in Taiwan.